# 埃爾塞羅米申 (新墨西哥州)
埃爾塞羅米申（英語：El Cerro Mission）是位於美國新墨西哥州巴倫西亞縣的普查規定居民點。

## 人口
根據2020年美國人口普查的數據，埃爾塞羅米申的面積為15.24平方千米，皆為陸地。當地共有人口4566人，而人口密度為每平方千米299.61人。